# The Regime
The Regime ist eine im Jahr 2024 veröffentlichte Miniserie von dem US-amerikanischen Showrunner Will Tracy. Die für HBO produzierte, sechs Folgen umfassende Politsatire wurde über HBO Max und den Pay-TV-Sender Sky ausgestrahlt.

## Handlung
Die Serie begleitet eine in Mitteleuropa angesiedelte zerfallende fiktive Autokratie, angeführt von einer Kanzlerin, die ihre Position durch Machtkämpfe in ihrem Palast bedroht sieht.

## Produktion und Marketing
Die Produktion wurde im Juli 2022 von HBO angekündigt. Der Arbeitstitel von The Regime war The Palace.
Für Hauptdarstellerin Kate Winslet ist The Regime nach Mildred Pierce, Mare of Easttown die dritte HBO-Serienproduktion, an der sie beteiligt ist.
Die Dreharbeiten dauerten von Ende Januar 2023 bis Mitte April desselben Jahres an und fanden unter anderem in Palais Liechtenstein und vor dem Schloss Schönbrunn (wobei das Schloss verfremdet aufgestockt und der Hintergrund mit Bergen verfremdet wurde) im österreichischen Wien und im Vereinigten Königreich statt. Weitere Drehorte waren die Hofburg und das Palais Pallavicini.
Im Dezember 2023 wurde ein erster Trailer der Serie veröffentlicht.

## Episodenliste
| Nr. (ges.)                                        | Nr. (St.) | Deutscher Titel          | Originaltitel       | Erstveröffentlichung UK/USA | Deutschsprachige Erstveröffentlichung (D/A/CH) | Regie          | Drehbuch                      |
| ------------------------------------------------- | --------- | ------------------------ | ------------------- | --------------------------- | ---------------------------------------------- | -------------- | ----------------------------- |
| 1                                                 | 1         | Tag des Sieges           | Victory Day         | 3. März 2024                | 3. März 2024                                   | Stephen Frears | Will Tracy                    |
| Hier fehlt noch eine Zusammenfassung der Handlung |           |                          |                     |                             |                                                |                |                               |
| 2                                                 | 1         | Der Findling             | The Foundling       | 10. März 2024               | 10. März 2024                                  | Stephen Frears | Will Tracy                    |
| Hier fehlt noch eine Zusammenfassung der Handlung |           |                          |                     |                             |                                                |                |                               |
| 3                                                 | 1         | Bankett der Helden       | The Heroes' Banquet | 17. März 2024               | 17. März 2024                                  | Jessica Hobbs  | Sarah DeLappe und Juli Weiner |
| Hier fehlt noch eine Zusammenfassung der Handlung |           |                          |                     |                             |                                                |                |                               |
| 4                                                 | 1         | Mitternachtsschmaus      | Midnight Feast      | 24. März 2024               | 24. März 2024                                  | Stephen Frears | Seth Reiss                    |
| Hier fehlt noch eine Zusammenfassung der Handlung |           |                          |                     |                             |                                                |                |                               |
| 5                                                 | 1         | Hört der Engel helle ... | All Ye Faithful     | 31. März 2024               | 31. März 2024                                  | Jessica Hobbs  | Gary Shteyngart und Jen Spyra |
| Hier fehlt noch eine Zusammenfassung der Handlung |           |                          |                     |                             |                                                |                |                               |
| 6                                                 | 1         | Triumphiere nicht!       | Don't Yet Rejoice   | 7. Apr. 2024                | 7. Apr. 2024                                   | Jessica Hobbs  | Will Tracy                    |
| Hier fehlt noch eine Zusammenfassung der Handlung |           |                          |                     |                             |                                                |                |                               |

## Rezeption
Magdalena Miedl befand auf topos.ORF.at, dass die Serie weder als echte Politsatire noch als pure Unterhaltung funktioniere und einige der prominentesten und besten Darsteller ihrer Generation verheize.